# Guam National Football Stadium
Guam National Football Stadium – wielofunkcyjny stadion w Hagåtña na Guamie. Obecnie najczęściej używany do rozgrywania meczów piłki nożnej. Swoje mecze rozgrywają na nim reprezentacja Guamu w piłce nożnej oraz drużyna piłkarska Guam Shipyard. Stadion mieści 1000 osób.